# Ángel Azteca
Juan Manuel Zúñiga (24 de junio de 1963–18 de marzo de 2007) fue un luchador de Lucha libre profesional mexicano, más conocido por su nombre profesional Ángel Azteca desde finales de la década de los ochenta. Zúñiga murió de un ataque de corazón el 18 de marzo de 2007 sólo unas cuantas horas después de una lucha estelar de una promotora local. Zúñiga no estaba relacionado con los luchadores "Ángel Azteca, Jr." y "Ángel Azteca II", quienes le pagaban derechos a cambio de utilizar el nombre y la imagen. Como Ángel Azteca, Zúñiga trabajó enmascarado hasta que perdió la máscara contra Arkangel de la Muerte en 2003.

## Carrera profesional
Juan Zúñiga entrenó bajo la supervisión de Héctor López, Asterión y Dr. Wagner antes de hacer su debut en 1980. Inicialmente trabajó como "Charro" o "Charro de Jalisco", ganándole el campeonato nacional mexicano de peso crucero el 24 de octubre de 1986 a Adorable Rubí. El 28 de diciembre de 1986 pierde el título con Judas. En 1988 cambió su personaje creando el "Ángel Azteca", como sería conocido el resto de su carrera al mismo tiempo que comenzaba su relación laboral para la Empresa Mexicana de Lucha Libre (EMLL), que más tarde cambiaría su nombre a Consejo Mundial de Lucha Libre (CMLL)). Ángel Azteca hacía equipo con su amigo y luchador técnico Atlantis, con el que tendría una trayectoria llena de éxitos. Juntos ganaron el Campeonato Nacional mexicano de parejas el 6 de marzo de 1988 contra el equipo de Los Infernales (Masakre y MS-1). Durante los siguientes 811 días, Azteca y Atlantis defendieron el título de parejas contra equipos como Hombre Bala y Pirata Morgan, El Dandy y El Texano y Pierroth, Jr. y Ulisses. El 26 de febrero de 1989 Ángel Azteca se convirtió en doble campeón doble tras derrotar a Bestia Salvaje por el Campeonato Nacional Wélter. Dos meses más tarde Azteca renunció al Campeonato Wélter al derrotar a Emilio Charles, Jr. para ganar el Campeonato Mundial de Peso Medio, migrando a la división de peso medio. Azteca Haría varias defensas exitosos contra el campeón anterior así como contra El Hijo del Gladiador. El 25 de mayo de 1990 Atlantis y Ángel Azteca fueron finalmente batidos por el título de parejas por Pierroth, Jr. Y Bestia Salvaje. Un par de meses más tarde El Dandy ganó el Campeonato mundial NWA de peso medio de Ángel Azteca. La pérdida de los títulos de Equipo fue utilizada como la trama para que Ángel Azteca se volviese Rudo después de atacar a su socio. La contienda entre los dos continuó fuera y encima hasta que Ángel Azteca muere en 2007, mientras que lod dos fueron siempre amigos cercanos tras bambalinas. El 9 de marzo de 1991 Ángel Azteca y Volador hicieron equipo hasta ganar el Campeonato Nacional mexicano de parejas contra Pierroth, Jr. y Bestia Salvaje, siendo suyo por dos meses antes de ser vencidos por Los Destructores (Tony Arce y Vulcano). En 1992 Ángel Azteca dejó CMLL y se unió al número grande de exluchadores de la CMLL empleados en el nuevamente creado Asistencia Asesoría y Administración (AAA). En AAA Ángel Azteca formó equipo con El Hijo del Santo y Super Muñeco para ganar el Campeonato de Tríos Nacional mexicano de Los Payasos (Coco Amarillo, Coco Azul y Coco Rojo). El trío aguantó el campeonato por 124 vísperas que pierden con Los Payasos. Después de perder el título de Tríos Ángel Azteca brevemente trabajó para AAA como "Charro de Jalisco", pero dejó AAA no mucho tiempo después.
Cuando regresó a CMLL el equipo creativo planeaba darle a Ángel Azteca una máscara nueva y atuendo para "refrescar la imagen" del personaje, pero cuándo Azteca temporalmente se retiró de la lucha el diseño de máscara nuevo y las mallas fueron para un nuevo luchador de CMLL bautizado Último Guerrero. Zúñiga solo trabajó en una capacidad muy limitada de mediados de los noventa hasta que temprano en 2003 cuando regresó a CMLL. Azteca Empezó trabajar una contienda de bajo perfil con Arkangel de la Muerte y aquello recibió publicidad limitada hasta que CMLL empezó a promocionar su espectáculo de 70 aniversario, donde Ángel Azteca versus Arkangel de la Muerte fue reservado en Luchas de Apuestas donde el perdedor tendría que desenmascarar. Arkangel Ganó, desenmascarando a Ázteca en el que fue el último encuentro de Ángel Azteca con publicidad alta. Después de la pérdida de la máscara Ángel Azteca dejó CMLL, trabajando limitadamente en el circuito independiente, a veces incluso trabajando como árbitro en vez de como luchador. En 2006 Ángel Azteca regresó al cuadrilátero, principalmente para dar el empujón a "Ángel Azteca II" y "Ángel Azteca, Jr."; dos luchadores que pagaron a Zúñiga para utilizar el nombre de "Ángel Azteca". Después de la muerte de Zúñiga, Ángel Azteca II cambió su nombre a Emperador Azteca mientras Ángel Azteca, Jr. todavía utiliza el nombre en CMLL, pero no hace aseveraciones sobre ser el hijo de Ángel Azteca.

## Vida personal
Juan Zúñiga estaba casado y la pareja tuvo cinco niños. Zúñiga tuvo una reputación de ser un caballero dentro y fuera del cuadrilátero y era muy respetado por su colegas.

## Muerte
El 13 de marzo de 2007 Zúñiga hizo equipo con Demonio Rojo y Pinkusky cuando perdieron una lucha contra Atlantis, Imperio Dorado y Rebelde Punk en el evento principal de una lucha en Campeche. Después de la misma, Zúñiga firmó autógrafos para los seguidores pero entonces empezó a quejarse de dolores de pecho. El doctor de acontecimiento inmediatamente lo mandó al hospital Manuel Campos, pero Zúñiga murió poco después de haber llegado. La autopsia reveló que Zúñiga había muerto de un ataque al corazón. El cuerpo fue más tarde llevado a la Ciudad de México para el velorio y posteriormente fue enterrado en el panteón San Isidro de la Ciudad de México donde permaneció por 7 años, posteriormente fue exhumado para ser incinerado.

## Carrera profesional
Juan Zúñiga entrenó bajo la supervisión de Héctor López, Asterión y Dr. Wagner antes de hacer su debut en 1980. Inicialmente trabajó como "Charro" o "Charro de Jalisco", ganándole el campeonato nacional mexicano de peso crucero el 24 de octubre de 1986 a Adorable Rubí. El 28 de diciembre de 1986 pierde el título con Judas. En 1988 cambió su personaje, creando el "Ángel Azteca", como sería conocido el resto de su carrera al mismo tiempo que comenzó su relación laboral para la Empresa Mexicana de Lucha Libre (EMLL; Más tarde cambiaría nombre a Consejo Mundial de Lucha Libre (CMLL)). Ángel Azteca hacía equipo con su amigo y luchador técnico, Atlantis y con quien tendría una muy exitosa trayectoria. Juntos ganaron el Campeonato Nacional mexicano de parejas el 6 de marzo de 1988 contra el equipo de Los Infernales (Masakre y MS-1). Durante los próximos 811 días, Azteca y Atlantis defendieron el título de parejas contra equipos como Hombre Bala y Pirata Morgan, El Dandy y El Texano y Pierroth, Jr. Y Ulisses.

## En el cuadrilátero
- Movimientos
  - La Suástica (Llave de pierna estiramiento abdominal)
  - Huracarrana
- Movimientos originales
  - Variaciones de castigos al brazo

## Campeonatos y logros
- Asistencia Asesoría y Administración
  - Campeonato de tríos nacional mexicano (1 vez) con El Hijo del Santo y Súper Muñeco[4]
- Empresa Mexicana de Lucha Libre / Consejo Mundial de Lucha Libre
  - Campeonato nacional mexicano Cruiser (como "Charro de Jalisco"[5]
  - Campeonato nacional mexicano de parejas (2 veces) con Atlantis y con Super Parka[6]
  - Campeonato nacional mexicano Wélter (1 vez)[7]
  - Campeonato mundial NWA Middleweight (1 vez)[8]
- Promotoras mexicanas locales
  - Campeonato ligero de La Laguna (1 vez)
  - Campeonato de parejas de la Arena Victoria (1 vez)

### Luchas de Apuestas
| Ganador                         | Perdedor                | Ubicación                      | Evento            | Fecha                  | Notas        |
| ------------------------------- | ----------------------- | ------------------------------ | ----------------- | ---------------------- | ------------ |
| Ángel Azteca (máscara)          | Dr. Muerte (máscara)    | Desconocido                    | En vivo           | Desconocido            |              |
| Príncipe Maya (cabello)         | Ángel Azteca (cabello)  | Tlalnepantla, Estado de México | En vivo           | Desconocido            |              |
| Ángel Azteca (máscara)          | Príncipe Maya (máscara) | Tlalnepantla, Estado de México | En vivo           | Desconocido            |              |
| Ángel Azteca (máscara)          | Kraken (Máscara)        | Ciudad de México, México       | En vivo           | 7 de diciembre de 1998 |              |
| Arkangel de la Muerte (Máscara) | Ángel Azteca (máscara)  | Ciudad de México, México       | Sin piedad (2003) | 12 de mayo de 2003     | [ 9 ] [ 10 ] |